# ورزشگاه افیون کوجاتپه
ورزشکاه افیونکاراهیاسر (به ترکی استانبولی: Afyonkarahisar Stadi) یک ورزشگاه، زمین فوتبال و ورزشگاه فوتبال در ترکیه است که در افیون قره‌حصار واقع شده‌است.